# Ден Байлсма
Ден Байлсма (англ. Dan Bylsma, нар. 19 вересня 1970, Гранд Гейвен) — американський хокеїст, що грав на позиції крайнього нападника. Згодом — хокейний тренер.
Володар Кубка Стенлі. 

## Ігрова кар'єра
Хокейну кар'єру розпочав 1992 року.
1989 року був обраний на драфті НХЛ під 109-м загальним номером командою «Вінніпег Джетс». 
Протягом професійної клубної ігрової кар'єри, що тривала 13 років, захищав кольори команд «Лос-Анджелес Кінгс» та «Майті Дакс оф Анагайм».
Загалом провів 445 матчів у НХЛ, включаючи 16 ігор плей-оф Кубка Стенлі.

## Тренерська робота
2008 року розпочав тренерську роботу в НХЛ. Працював з командами «Піттсбург Пінгвінс», «Нью-Йорк Айлендерс» та «Баффало Сейбрс».

## Нагороди та досягнення
- Володар Кубка Стенлі в складі «Піттсбург Пінгвінс» — 2009.
- Нагорода Джека Адамса — 2011.

## Статистика
| Сезон        | Клуб                    | Ліга         | Регулярний сезон | Регулярний сезон | Регулярний сезон | Регулярний сезон | Регулярний сезон | Плей-оф | Плей-оф | Плей-оф | Плей-оф | Плей-оф |
| Сезон        | Клуб                    | Ліга         | І                | Г                | П                | О                | ШХ               | І       | Г       | П       | О       | ШХ      |
| ------------ | ----------------------- | ------------ | ---------------- | ---------------- | ---------------- | ---------------- | ---------------- | ------- | ------- | ------- | ------- | ------- |
| 1992–93      | «Грінсборо Монархс»     | ХЛСУ         | 60               | 25               | 35               | 60               | 66               | 1       | 0       | 1       | 1       | 10      |
| 1992–93      | «Рочестер Американс»    | АХЛ          | 2                | 0                | 1                | 1                | 0                | —       | —       | —       | —       | —       |
| 1993–94      | «Грінсборо Монархс»     | ХЛСУ         | 25               | 14               | 16               | 30               | 52               | —       | —       | —       | —       | —       |
| 1993–94      | «Олбані Рівер-Ретс»     | АХЛ          | 3                | 0                | 1                | 1                | 2                | —       | —       | —       | —       | —       |
| 1993–94      | «Монктон Гокс»          | АХЛ          | 50               | 12               | 16               | 28               | 25               | 21      | 3       | 4       | 7       | 31      |
| 1994–95      | «Фінікс Роудраннерс»    | ІХЛ          | 81               | 19               | 23               | 42               | 41               | 9       | 4       | 4       | 8       | 4       |
| 1995–96      | «Лос-Анджелес Кінгс»    | НХЛ          | 4                | 0                | 0                | 0                | 0                | —       | —       | —       | —       | —       |
| 1995–96      | «Фінікс Роудраннерс»    | ІХЛ          | 78               | 22               | 20               | 42               | 48               | 4       | 1       | 0       | 1       | 2       |
| 1996–97      | «Лос-Анджелес Кінгс»    | НХЛ          | 79               | 3                | 6                | 9                | 32               | —       | —       | —       | —       | —       |
| 1997–98      | «Лос-Анджелес Кінгс»    | НХЛ          | 65               | 3                | 9                | 12               | 33               | 2       | 0       | 0       | 0       | 0       |
| 1997–98      | «Лонг-Біч Айс-Догс»     | ІХЛ          | 8                | 2                | 3                | 5                | 0                | —       | —       | —       | —       | —       |
| 1998–99      | «Лос-Анджелес Кінгс»    | НХЛ          | 8                | 0                | 0                | 0                | 2                | —       | —       | —       | —       | —       |
| 1998–99      | «Спрингфілд Фелконс»    | АХЛ          | 2                | 0                | 2                | 2                | 2                | —       | —       | —       | —       | —       |
| 1998–99      | «Лонг-Біч Айс-Догс»     | ІХЛ          | 58               | 10               | 8                | 18               | 53               | 4       | 0       | 0       | 0       | 8       |
| 1999–00      | «Лос-Анджелес Кінгс»    | НХЛ          | 64               | 3                | 6                | 9                | 55               | 3       | 0       | 0       | 0       | 0       |
| 1999–00      | «Лонг-Біч Айс-Догс»     | ІХЛ          | 6                | 0                | 3                | 3                | 2                | —       | —       | —       | —       | —       |
| 1999–00      | «Лоуелл-Лок Монстерс»   | АХЛ          | 2                | 1                | 1                | 2                | 2                | —       | —       | —       | —       |         |
| 2000–01      | «Майті Дакс оф Анагайм» | НХЛ          | 82               | 1                | 9                | 10               | 22               | —       | —       | —       | —       | —       |
| 2001–02      | «Майті Дакс оф Анагайм» | НХЛ          | 77               | 8                | 9                | 17               | 28               | —       | —       | —       | —       | —       |
| 2002–03      | «Майті Дакс оф Анагайм» | НХЛ          | 39               | 1                | 4                | 5                | 12               | 11      | 0       | 1       | 1       | 2       |
| 2003–04      | «Майті Дакс оф Анагайм» | НХЛ          | 11               | 0                | 0                | 0                | 0                | —       | —       | —       | —       | —       |
| 2003–04      | «Цинциннаті Майті Дакс» | АХЛ          | 36               | 3                | 3                | 6                | 53               | 8       | 1       | 1       | 2       | 4       |
| Усього в НХЛ | Усього в НХЛ            | Усього в НХЛ | 429              | 19               | 43               | 62               | 184              | 16      | 0       | 1       | 1       | 2       |

## Тренерська статистика
|       |         | Регулярний сезон | Регулярний сезон | Регулярний сезон | Регулярний сезон | Регулярний сезон | Регулярний сезон           | Плей-оф | Плей-оф | Плей-оф | Плей-оф                               |
| Клуб  | Рік     | І                | В                | П                | ПОТ              | О                | Підсумок                   | І       | В       | П       | Результат                             |
| ----- | ------- | ---------------- | ---------------- | ---------------- | ---------------- | ---------------- | -------------------------- | ------- | ------- | ------- | ------------------------------------- |
| ПІТ   | 2008–09 | 25               | 18               | 3                | 4                | 40 (99)[1]       | 2-і в Атлантичному         | 24      | 16      | 8       | Володарі Кубка Стенлі (DET)           |
| ПІТ   | 2009–10 | 82               | 47               | 28               | 7                | 101              | 2-і в Атлантичному         | 13      | 7       | 6       | поразка в півфіналі Конференції (МОН) |
| ПІТ   | 2010–11 | 82               | 49               | 25               | 8                | 106              | 2-і в Атлантичному         | 7       | 3       | 4       | поразка в чвертьфіналі (ТБЛ)          |
| ПІТ   | 2011–12 | 82               | 51               | 25               | 6                | 108              | 2-і в Атлантичному         | 6       | 2       | 4       | поразка в чвертьфіналі (ФІЛ)          |
| ПІТ   | 2012–13 | 48[2]            | 36               | 12               | 0                | 72               | 1-і в Атлантичному         | 15      | 8       | 7       | Поразка в фіналі Конференції (БОС)    |
| ПІТ   | 2013–14 | 82               | 51               | 24               | 7                | 109              | 1-і в Столичному дивізіоні | 13      | 7       | 6       | Поразка в 2-у раунді (НЙР)            |
| БАФ   | 2015–16 | 82               | 35               | 36               | 11               | 81               | 7-і в Атлантичному         | —       | —       | —       | Не вийшли                             |
| БАФ   | 2016–17 | 82               | 33               | 37               | 12               | 78               | 8-і в Атлантичному         | —       | —       | —       | Не вийшли                             |
| Разом | Разом   | 565              | 320              | 190              | 55               | 695              |                            | 78      | 43      | 35      |                                       |

- 1  Байлсма очолив команду після 57 матчу в сезоні. Як головний тренер додав ще 40 очок.
- 2  У сезоні було 48 матчів через локаут.